# Бъкминстър Фулър
Ричард Бъкминстър Фулър (младши) (на английски: Richard Buckminster „Bucky“ Fuller), известен като Бъки Фулър, е американски инженер-конструктор, архитект, изобретател, иноватор, поет, лектор и автор на множество публикации, на близо 30 книги, редактор и издател на собственото списание Shelter (1930 – 33), с което възражда и популяризира гръцката дума „екология“, а най-вече дава трибуна на идеята на живота си за развитието на „Вникваща и предвидливо проектираща наука“ (Comprehensive Anticipatory Design Science). Наука, която да работи за изпреварването и решаването на основните общочовешки проблеми с помощта на иновативни технологии, осигуряващи „повече и повече за живота на всеки с все по-малко средства“.
Признат е посмъртно за един от най-изтъкнатите американски мислители на 20 век, дори още приживе е определян като най-великия жив гений на индустриално-техническата приложност в строителството, като особено се подчертава съчетанието на философ и практик в негово лице.
За многообхватната му дейност в грижа за облагородяването и добруването на света ни получава прозвището и става известен като „геният благодетел на човечеството“ (the planet's friendly genius) Не винаги обаче е приеман безкритично заради нестандартните му конструкции като летящи къщи, бани без вода (полза се ок. 1 л за 10 минути къпане), плаващи градове, странно сгъващи се карти, а също и заради измислянето или популяризирането на наименования от рода на „димаксион“ (dymaxion – от думите dynamic = динамичен, maximum = максимално + ion = йон, дребна частица – изразител на концепцията му за максимална ефективност с минимум средства; най-близко по значение до „функционален“), също „тенсегрити сфери“ (tensegrity – от tension = обтягане, integrity = цялостност; терминът е зает впоследствие от Карлос Кастанеда като съвършен израз на движещите сили в магическите движения), „ефимеризация“ (ephemeralization – влаганият смисъл е „олекотяване“ на видимото за сметка на „невидими“, „фини“ компоненти), „октетна подпора“, „синергетика“ и т.н.

## Биография, възгледи и по-важни проекти
Бъкминстър Фулър е роден на 12 юли 1895 г. в Милтън (Масачузетс, САЩ). Син е на Ричард Бъкминстър Фулър (старши) и Каролин Уолскот Андрюс. Негова пралеля е Сара Маргърет Фулър – първата жена журналист (рецензент на книги) с пълен работен ден, феминистка и видна фигура в Теософското общество.
Тъй като се оказва, че има зрителен проблем – не може да фокусира погледа си и светът му е смесица от цветни петна без ясна форма – на четиригодишна възраст Бъки слага очила и никога насетне не загубва усещането за красотата, която му се разкрива в първите ясно очертали се форми. Изведнъж вижда очертанията на човешките лица, вижда звезди в небето и листа на дърветата. „Бях се изпълнил с възхита от красотата на околния свят и тази моя наслада от него никога повече не ме напусна“ – споделя той в късните си години с един от своите биографи.
Още от дете Бъки проявява склонност да измисля и конструира разни неща – често от материали, които донася в къщи от околните гори и поля. В детската градина създава първата си тетрахедронна октетна конструкция (tetrahedronal octet truss – три квадрата, обединени в осем триъгълника) от клечки за зъби и изсушени грахови зърна. След време тази конструкция става ключов елемент за неговия геодезичен купол (geodesic dome). Бъки отчита впоследствие, че опитът, придобит в тези детски увлечения и занимания, му осигурява в зряла възраст една запознатост и реална възможност за по-добър подбор на необходимите за проектите му материали.
През 1913 г. завършва академията в родния си град Милтън и постъпва в Харвардския университет, чийто възпитаници с него са вече пет поколения по бащина и три поколения по майчина линия. Изключен е на два пъти – веднъж заради „безотговорно поведение“ (шумно парти в Ню Йорк, за което е осигурил цяла група танцьорки, 1914 г.), а след това и за „липса на интерес към занятията“, отразяващ се и в системно неявяване на изпити. Така през 1915 година приключва официалното му образование, но близо 50 години по-късно той е професор по поезия (1962) в същия този университет.
Подобно на повечето от сериозните и искрено любознателни умове на човечеството, и Бъкминстър Фулър не се вписва в ограничаващата система и сам определя себе си като саможивец, неспособен да се нагажда към обществени порядки. Той отхвърля конвенционалните университетски дисциплини, пренебрегвайки ги. На тяхно място с времето възправя своя собствена дисциплина и свой собствен необичаен начин на мислене, присъщ приоритетно на хората на изкуството, давайки своя значим принос и въздействайки за развитието на човешкото световъзприемане. През 1907 г. (едва 12-годишен) той започва да съхранява кореспонденцията си и други свои неща, включително бележки и скици, а в края на живота си оставя 45 тона (80 метров куп) дневници, в които от 1915 г. до края на живота си, в продължение на 68 години, е записвал ежедневно всичко, над което работи и което го вълнува.
След първото му изключване от университета Бъкминстър е изпратен от семейството си „да се научи на труд“ в текстилно предприятие в Канада, като начинаещ машинен техник. След второто се установява в Ню Йорк, като работник в месопреработвателен цех. Година по-късно се сгодява за Ана Хюлет, дъщеря на изтъкнатия и уважаван архитект Джеймс Монро Хюлет.
Включва се в Първата световна война като през 1917 г. постъпва на служба във военноморските сили от запаса на САЩ. Същата година – на рождения си ден – се жени и за Ана Хюлет.
Дава в услуга на флота семейната яхта и с общо шест членен екипаж, включващ брат му Уоли и пръв приятел Линкълн, патрулира бреговата ивица на Мейн. Изобретява приспособление за спасителни кораби, които да издърпват пострадали самолети от водата за спасяване на пилотите, и за отчетени заслуги през 1918 е изпратен във Военноморската академия, където минава бърз тримесечен обучителен курс и е повишен в чин.
Влюбен, покрай гостуванията си в имението на своята баба на остров Беър (Bear, в залива на река Пинъбскот, Мейн – Penobscot, Maine), в плавателните съдове от малък, за службата си в армията Фулър отбелязва, че основите на бъдещата си техническа вещина е положил именно там. Той вярва, че най-значимите открития в научното знание са пряко следствие от морските пътешествия и стремежа за достигане на нови брегове (в мисленето – метафорично), тъй като предизвикателствата пред мореплавателя поставят различни изисквания пред човека като това да впрегне вятъра, да се ориентира по звездите и постоянно да подобрява характеристиките и инструментариума на своя кораб, за да се справя с това, което Фулър нарича „подвижната география“ на океаните.
В края на 1918 г. се ражда първата му дъщеричка Александра, а Бъки се връща отново в месопреработвателната промишленост – този път на мениджърска позиция. Недостига на финансови средства се отразява на жилищните условия, при които живее семейството. Александра се разболява от менингит и детски паралич, а през 1922 г. умира, оставяйки у Фулър дълбоко чувство за вина, че не е могъл да осигури по-добри условия на живот. Същата година, заедно със свекър си, основава малка иновативна строителна компания (Stockade Corporation) – работеща с олекотени, но все така стабилни, устойчиви на атмосферни влияния и огнеупорни материали. Компанията обаче задлъжнява много и през 1926 г. е продадена на Celotex Company, а Фулър е уволнен от новите собственици и отива сам за временна работа при роднини в Чикаго.
1927 г. е повратна в живота на Бъкминстър Фулър. Банкрутирал, без постоянна работа и сериозно пропил се след загубата на Александра, намира един ден себе си на брега на езерото Мичиган с мисли за самоубийство. Тогава изживява мистично озарение и вместо да сложи край на живота си, решава да убие егото в себе си и да посвети живота си насетне на „експеримента колко може един никому неизвестен човек да допринесе за общото благо на хората“.
Отдръпва се за около година-две в почти пълно мълчание, в безмълвието на което иска и търси да открие принципите, ръководещи Вселената и как би могъл да подпомогне развитието на човечеството съобразно тях, намирайки пътища за постигане на повече с по-малко средства, така че в крайна сметка за всички хора да има все повече и повече.
„От 1927 г. нататък аз бях мотивиран от най-мистичната движеща сила, която някога преживяваме – тази на любовта. Не мисля, че има каквото и да е друго влияние в моя живот, което може да се сравни с... любовта.“
Същата година Фулър нахвърля кратка, пророческа за времето си, скица на Земята, в която описва концепцията си за транспортиране на товари по въздуха „през полюса“ до Европа. Озаглавява тази своя скица „Светът като мегаполис“ (A One-town World)
Основава компанията 4-D за изследване и развитие на идеята му за свръх-леки и функционални 4-D жилища и коли. През тази година се ражда и втората му дъщеря – Алегра.
Относно споменатия повратен момент в пътя на Фулър има и друга тенденция за интерпретация, чийто пионери са Хсяо-Юн Чу и Роберто Трухильо, автори на изследването „Нов поглед върху Р. Бъкминстър Фулър“ (New Views on R. Buckminster Fuller, 2009). Историкът от Страдфордския университет Бари Кац, включен със своя студия в тази книга, споделя мнението, че ключовата история в живота на Фулър е „ефективен мит, изфабрикуван от него с цел да даде нов ход на кариерата си, като впоследствие изглежда и сам е повярвал в него“. Своите заключения поддръжниците базират на „липсата на какви да е симптоми за душевна криза в писмата и записките на Фулър от този период“. За сметка на това обръщат специално внимание на „реално свидетелство за неуравновесеност“ – преживяната четири години по-късно „истинска криза“ под формата на романтична афера, отразена в откритите сред водения надлежно от Фулър архив негови писма до 18-годишната Евелин Шварц.
В тази връзка Джеймс Болдуин – студент, приятел и автор на множество публикации за Фулър, сред които е и книгата му „Трудовете на Бъки: Идеите на Бъкминстър Фулър за днешния ден“ (BuckyWorks: Buckminster Fuller's Ideas for Today, 1997) – споделя, че от собствено изследване е знаел за това увлечение, но е избрал да не го споменава, защото с такива епизоди (визира още открити ранни записки на идеите му, в които звучи като „бълнуващ маниак“) се пропуска същественото. Да се акцентира на аферата е като да „прекарваш времето си в размисли за ухото на Ван Гог, вместо за картините му“, допълва Болдуин, а в труда си от 1997 г. казва: „Така например, той ме окуражаваше да мисля за себе си всеобхватно, да бъда дисциплиниран, да работя за добруването на всички и да изпитвам удоволствие, вършейки това.“
През 1929 г. Фулър представя модел на своята самоподдържаща се 4-D къща (виж картинка Архив на оригинала от 2009-03-21 в Wayback Machine.) на изложение в Чикаго, където рекламният специалист Уолдо Уорън, слушайки неговите описания за философията, стояща зад тази конструкция, сглобява думата Dymaxion, която Фулър много харесва, и тя става ключово название за много от неговите проекти впоследствие.
Междувременно се премества със семейството си в Гринуич Вилидж (квартал в Манхатън, Ню Йорк), и следващите 2-3 години е издател и редактор на списание Shelter, в което преименува закупеното от него архитектурното списание T-Square. Асистент е и на компания за производство на кухни и бани. Става също чест посетител на легендарното кафене, по-точно дискусионен салон за творци и интелектуалци, на Романи Мари, описвано като „съчетание между идиличността на селския живот и изтънчеността“, „прибежище за писатели, поети, художници и учени в нужда, които винаги могат да разчитат на добра гощавка, независимо дали са в състояние да платят за нея или не“.
Фулър се ангажира с интериорната декорация на кафенето, в замяна на консумация. Изнася чести неформални лекции там, моделът на Функционалната му къща е бил изложен също, запознава се и с Изами Ногучи – скулптор, дизайнер на мебели, архитект озеленител – с когото бързо се сработва и сприятелява за цял живот. Работи съвместно с него по няколко от бъдещите си проекти, сред които е и Функционалната кола (виж картинка 1 и картинка 2). За този проект е привлечен и известен морски и авиационен архитект, а заможен дългогодишен приятел на Фулър приема да осигури финансирането. Така през 1933 г. е готов първият прототип на колата. Тя е дълга около три метра, единадесетместна, предвестник на пасажерските маршрутки. Има видимо аеродинамична форма (прилича дори на едра риба) и е замислена в перспектива да може и да лети. На три, вместо четири колела, много мобилна, но показва нестабилност при висока скорост, което довежда до инцидент и проектът е преустановен.
През 1936 г. Фулър проектира Функционалната баня (виж картинка Архив на оригинала от 2008-09-06 в Wayback Machine.) като част от Функционалната къща. Тя е лесна за инсталиране, олекотена, от 4 основни части. Съобразена е да отговаря на няколко основни идеи: лесно се поддържа хигиенизирането ѝ; вентилация ниско долу издърпва парите и огледалото, както и тоалетната хартия, не се овлажняват; подвижните части на душа и мивката ги правят еднакво удобни за ползване от децата и от възрастните; миенето не е с течаща вода, а с гореща пара, която прави по-ефективно хигиенизирането и без сапун. А тъй като човешките екскременти могат да са полезна химия, тоалетната без вода подава на изхода пакети за по-нататъшна употреба в компости.
По това време Фулър завършва и книгата си „Девет пъти до Луната и обратно“ (Nine Chains to the Moon), около издаването на която има интересна история. Книгата е чудноват сборник от 43 подбрани есета в пламенна прослава на техническите и практично-приложни възможности на 20 век с исторически погледи и футуристични визии. Сред включените заглавия като „Какво е къща“ или „Теология“, има и едно „E=mc2=Единицата мярка на мистър Мърфи“, което включва текста на 10 доларовата телеграма-есе от 12 страници, изпратена преди време на Ногучи от Фулър и обясняваща Теорията на относителността на Айнщайн с прости думи и поглед към практичното ѝ значение за рационализиране на разхода на енергия. Поет и приятел на Фулър харесва много готовия сборник и го предлага на своя издател, който поема книгата за издаване. Редакторът по нея обаче, стигайки до есето за Теорията на относителността, е крайно скептичен към изложението. В резултат Фулър получава писмо, с което е уведомен, че в скорошна публикация Айнщайн обявява, че има само 10 души в света, които наистина разбират неговата теория за момента, и Фулър не е включен в това число. Затова, с оглед да се предпазят от обвинения в шарлатанство, те са взели решение да не издават труда му.
След като се съвзема от удара на поредно отхвърляне на идеите му, Бъкминстър почти на шега отговоря, че Айнщайн е в Принстън и биха могли да му изпратят ръкописа, ако желаят. Няколко месеца по-късно той получава покана да се срещне с Айнщайн, който е дошъл на приятелско посещение в Ню Йорк и би желал да се запознаят, ако това е възможно. Двамата се срещат и Айнщайн изразява удивлението си, че някой е успял да намери практическо приложение на идеите му. Така през 1938 г. книгата е благополучно издадена.
През 1940 г. Фулър разработва с помощта на Butler Manufacturing Company в Канзас, така наречената Функционално разгръщаща се единица – ниско разходни подслони, изградени от металните зърнести тръби, произвеждани от компанията. Тази конструкция се използва от военните по време на Втората световна война за подслон на отдалечени и изолирани поделения.
Три години по-късно е готова и Функционалната карта на земното кълбо (виж картинка 1 и картинка 2 Архив на оригинала от 2011-08-17 в Wayback Machine.), при която има значително по-малко изкривяване на образа от традиционните карти и през 1946 г. получава за нея патент.
Следват години на преподавателска дейност и контакти с различни университети. Издава множество нови трудове, появява се на корицата на списание Time. Геодезичният му купол започва да навлиза в употреба (виж картинка 1, картинка 2 Архив на оригинала от 2010-05-06 в Wayback Machine. и картинка 3) – предимно за обществени (особено изложбени) сгради, и днес има над 500 000 от тях по целия свят. През 1959 г. се премества със семейството си в такъв дом близо до университета в Южен Илинойс. През 1977 г. създава още две разновидности на геодезичния купол: тип „Борова шишарка“ и „Летящо око“. А сред най-интересните му проекти е „Облак Девет“(виж картинка 1 Архив на оригинала от 2008-07-17 в Wayback Machine. и картинка 2). В него Фулър предвижда големи тенсегрити сфери да плуват над земята и да предоставят жизнено пространство за хиляди хора. Тъй като тези сфери стават толкова по-здрави, колкото са по-големи, Фулър изчислява, че една такава с диаметър половин миля ще тежи само една хилядна част от количеството въздух в нея. Ако е с диаметър една миля и температурата на въздуха в нея се повиши само с един градус, тя ще функционира като огромен въздушен балон. Той предполага, че такива сфери могат да плават сред планините и да се прикрепят като балон с връвчица към тях.
Номиниран е за Нобелова награда за мир през 1969 г.
През 1979 г. е на дълго посещение в Китай, а на следващата е назначен към президентската комисия да подготви „Глобалният доклад 2000“ за енергийното състояние и глобалната обстановка, като междувременно продължава неуморно да изнася лекции. 1982 г. получава Орден на свободата от президента Роналд Рейгън – най-високото гражданско отличие за страната. Песента на Джон Денвър „What One Man Can Do“ („Какво може един човек да съгради“) от албума му „Seasons of the Heart“ („Сезони на сърцето“), излязъл същата година, е посветена на Фулър.
На 1 юли 1983 г., бидейки на посещение в болница в Лос Анджелис при болната си съпруга, изпаднала в безсъзнание, и стискайки дланта ѝ, умира от сърдечен удар. Тридесет и шест часа по-късно почива и тя.
Две години след смъртта му е открит алотроп на карбона, чиято молекула е наречена Бъкминстърфулърънс – изградена е от 60 атома, образуващи структура, наподобяваща моделите на Фулър и по тази именно причина е кръстена спонтанно на него: Фулерен.

## По-важни трудове
Няма данни за преведени цели трудове на Бъкминстър Фулър на български език. Срещат се отделни споменавания и цитирания в публикации, учебници и учебни помагала.
Стилът на изразяване на Фулър в писмена форма е подчертано висок и изпъстрен с неологизми, което прави дори заглавията на книгите му предизвикателство за превеждане. В тази връзка се разказват дори забавни анекдотични случки.
Сред трудовете му има и сравнителен анализ за връзката между математиките и мисленето на Исак Нютон и Алберт Айнщайн.
Подредени хронологично, по-важните негови заглавия са:
- 4-D Timelock, 1928
- Nine Chains to the Moon, 1938, 1963
- Education Automation, 1962
- Ideas and Integrities, 1963
- No More Second Hand God, 1963
- Operating Manual for Spaceship Earth, 1963
- Utopia or Oblivion: The Prospects of Humanity, 1969
- Intuition, 1972
- Earth, Inc, 1973
- Tetrascroll, 1975
- Synergetics: Explorations in the Geometry of Thinking, 1975
- And It Came to Pass – Not to Stay, 1976
- Synergetics 2: Futher Explorations in the Geometry of Thinking, 1979
- Synergetic Stew: Explorations in Dymaxion Dining, 1982
- Grunch of Giants, 1983
- Humans in Universe, 1983